# Antoine Hoang
Antoine Hoang (Toulon, 4 november 1995) is een Franse tennisspeler. Hij nam reeds deel aan één grandslamtoernooi.

## Palmares
| Legenda                       | Legenda               |
| ----------------------------- | --------------------- |
| Grand Slam                    |                       |
| Olympische Spelen             |                       |
| tot 2009                      | vanaf 2009            |
| Tennis Masters Cup            | ATP Finals            |
| ATP Masters Series            | ATP Tour Masters 1000 |
| ATP International Series Gold | ATP Tour 500          |
| ATP International Series      | ATP Tour 250          |

### Dubbelspel
| nr.                          | finale           | toernooi        | ondergrond    | partner        | tegenstanders                     | score    |         |
| ---------------------------- | ---------------- | --------------- | ------------- | -------------- | --------------------------------- | -------- | ------- |
| verloren finales herendubbel |                  |                 |               |                |                                   |          |         |
| 1.                           | 10 februari 2019 | ATP Montpellier | Hardcourt (i) | Benjamin Bonzi | Ivan Dodig Édouard Roger-Vasselin | 4-6, 3-6 | details |

## Resultaten grote toernooien
| Legenda | Legenda                          |
| ------- | -------------------------------- |
| g.t.    | geen toernooi gehouden           |
| l.c.    | lagere categorie                 |
| –       | niet deelgenomen                 |
| G       | uitgeschakeld in de groepsfase   |
| 1R      | uitgeschakeld in de eerste ronde |
| 2R      | uitgeschakeld in de tweede ronde |
| 3R      | uitgeschakeld in de derde ronde  |
| 4R      | uitgeschakeld in de vierde ronde |
| KF      | uitgeschakeld in de kwartfinale  |
| HF      | uitgeschakeld in de halve finale |
| F       | de finale verloren               |
| W       | het toernooi gewonnen            |
| w-v     | winst/verlies-balans             |

### Enkelspel
| Grandslamtoernooien  |      |      |      |    |
| Australian Open      | –    | –    | –    | –  |
| Roland Garros        | –    | 3R   | 1R   | –  |
| Wimbledon            | –    | –    | g.t. | 2R |
| US Open              | –    | 2R   | –    |    |
| Olympische Spelen    |      |      |      |    |
| Olympische Spelen    | g.t. | g.t. | g.t. |    |
| Statistieken         |      |      |      |    |
| Totaal aantal titels | 0    | 0    | 0    | 0  |
| Eindejaarsranking    | 149  | 116  | 121  |    |

### Dubbelspel
| Grandslamtoernooien  |      |      |      |    |
| Australian Open      | –    | –    | –    | –  |
| Roland Garros        | 1R   | 2R   | 3R   | 1R |
| Wimbledon            | –    | –    | g.t. | –  |
| US Open              | –    | –    | –    |    |
| Olympische Spelen    |      |      |      |    |
| Olympische Spelen    | g.t. | g.t. | g.t. |    |
| Statistieken         |      |      |      |    |
| Totaal aantal titels | 0    | 0    | 0    | 0  |
| Eindejaarsranking    | 360  | 232  | 171  |    |